# Pompilites
Genre
Pompilites est un genre fossile d'insecte Hyménoptère dans la super-famille Vespoidea et la famille Pompilidae.

## Classification
Le genre Pompilites est décrit en 2017 par Juanita Rodriguez (d) dans une publication coécrite avec Cecília Waichert (d), Carol D. von Dohlen (d)
et James P. Pitts (d).
Dans cette publication de 2017 l'autrice indique que ce genre représente un groupe collectif rassemblant toutes les espèces fossiles de Pompilidae pour lesquelles il est difficile de préciser une sous-famille ou une position générique en raison du manque de caractères diagnostiques dans les spécimens conservés. Et, qu'à ce titre, il n'y a pas d'espèce type.

### Étymologie
Le nom générique, Pompilites, reprend le préfixe de la famille des « Pompil[idae] » auquel est ajouté le suffixe –ites, « en qualité de ».

## Liste d'espèces
Selon Paleobiology Database en 2022, ce genre a quatre espèces référencées :
- †Pompilites fasciatus (Théobald, 1937) décrite sous le protonyme Pompilus fasciatus
- †Pompilites incertus (Théobald, 1937) décrite sous le protonyme Pompilus incertus
- †Pompilites induratus (Heer, 1849) décrite sous le protonyme Pompilus induratus
- †Pompilites senex (Rohwer (d), 1909) décrite sous le protonyme Salius senex et avec pour synonyme Crytocheilus senex et [2]

### Publication originale
- [2017] (en) Juanita Rodriguez, Cecilia Waichert, Carol D. von Dohlen et James P. Pitts, « The geological record and phylogeny of spider wasps (Hymenoptera: Pompilidae): A revision of fossil species and their phylogenetic placement », PLOS One, PLoS, vol. 12, no 10,‎ 11 octobre 2017, e0185379 (ISSN 1932-6203, OCLC 228234657, PMID 29020022, PMCID 5636076, DOI 10.1371/JOURNAL.PONE.0185379, lire en ligne). .